# Красново (Вачский район)
Красново — деревня в Вачском районе Нижегородской области. Входит в состав Казаковского сельсовета.

## История
В прошлом — деревня Красно Казаковского прихода Муромского уезда Владимирской губернии. (Не путать с село Красно Загаринской волости Муромского уезда!)
В окладных книгах за 1676 год в сведениях о составе Казаковского прихода сказано, что в деревне Красно 10 дворов крестьянских.
В 1840—50-х годах Красново входило в состав владений князя Сергея Григорьевича Голицына.

## Население
| 1859 | 1905 | 1926 | 1999 | 2002 | 2010 |
| ---- | ---- | ---- | ---- | ---- | ---- |
| 238  | ↗360 | ↗431 | ↘57  | ↗61  | ↘34  |